# Спейси, Кевин
Ке́вин Спе́йси (англ. Kevin Spacey; полное имя — Ке́вин Спе́йси Фа́улер (англ. Kevin Spacey Fowler); род. 26 июля 1959, Саут-Ориндж, Нью-Джерси, США) — американский актёр театра и кино, кинорежиссёр, сценарист, продюсер и крунер.
Спейси начинал свою актёрскую карьеру в театре. В 1995 году актёр получил первые одобрительные отзывы от ведущих киножурналистов мира за роль Джона Доу в фильме Дэвида Финчера «Семь». В следующем году Спейси получил первую статуэтку премии «Оскар» за роль Роджера «Болтуна» Кинта в детективе Брайана Сингера «Подозрительные лица». Второй статуэтки актёр был удостоен в 2000 году, после того как сыграл подверженного депрессии неудачника Лестера Бёрнема в «оскароносном» фильме Сэма Мендеса «Красота по-американски». Наиболее примечательные фильмы с участием Кевина Спейси: «Семь» (1995), «Подозрительные лица» (1995), «Время убивать» (1996), «Секреты Лос-Анджелеса» (1997), «Переговорщик» (1998), «Красота по-американски» (1999), «Заплати другому» (2000), «Планета Ка-Пэкс» (2001), «Жизнь Дэвида Гейла» (2003), «Возвращение Супермена» (2006) и «Несносные боссы» (2011).
Лауреат многочисленных наград, в том числе двух премий «Оскар» (1996, 2000), BAFTA (2000), «Золотой глобус» (2015), «Тони» (1991), номинант на премии «Эмми» (2008, 2013, 2014) и «Грэмми» (2006). Почётный командор (2010) и рыцарь-командор (2015) ордена Британской империи.
С 2004 по 2015 годы был художественным руководителем одного из престижнейших и старейших британских театров «Олд Вик», в котором, помимо руководящей должности, был одним из ключевых артистов.

## Биография

### Юность
Кевин Спейси Фаулер родился 26 июля 1959 года в небольшом американском муниципалитете Саут-Ориндж, штат Нью-Джерси. Его отец — Томас Джеффри Фаулер (1924—1992), технический писатель, мать — Кэтлин Энн Натсон (1931—2003), секретарша и домохозяйка. Фаулер рос вместе со старшим братом Рэнди и старшей сестрой Джули. Отец часто менял работу, и семье пришлось часто переезжать.
Кевин был сложным ребёнком, поэтому родители отдали его в военную академию в Нортридже, Лос-Анджелес. Однако спустя год Кевин был исключён. Он продолжил обучение в высшей школе Канога Парк (десятый и одиннадцатый классы), где впервые попробовал себя как актёр в школьных постановках и понял, что нашёл своё призвание. После участия в пьесе по произведению «Все мои сыновья» Артура Миллера был приглашён на факультет драматургии в высшую школу Чатсворт. Кевин принял участие во многих постановках и выпустился в 1977 году. На выпуске Фаулер был валедикторианом (выпускником, произносящим прощальную речь). Одной из наиболее заметных ролей Фаулера в выпускном классе была роль капитана Георга фон Траппа в спектакле по мюзиклу Ричарда Чарльза Роджерса и Оскара Хаммерстайна II «Звуки музыки». Тогда же Кевин откинул частичку «Фаулер» и тогда же окончательно взял псевдоним «Спейси» — фамилию бабушки по отцовской линии. Мнение, высказанное журналистом Джонатаном Сороффом о том, что фамилия Спейси появилась у актёра путём сочетания имени и фамилии известного американского актёра Спенсера Трейси, ошибочно. Недолгое время Спейси подрабатывал стендап-комиком, после чего поступил на факультет драмы в Джульярдскую школу, Нью-Йорк. Однако спустя два года актёр бросил обучение.

### Дебют в театре и кино
Первое появление Спейси на профессиональной сцене состоялось в 1981 году, когда актёр сыграл в спектакле по первой части пьесы Уильяма Шекспира «Генрих VI». В следующем году Спейси впервые появился в бродвейском театре, сыграв Освальда в спектакле по пьесе Генрика Ибсена «Привидения». Затем последовали роли Филинте в мольеровском «Мизантропе», Треплева в чеховской «Чайке» и Арти в спектакле по пьесе Дэвида Рэйба «Переполох».
В 1986 году актёр сыграл Джейми в спектакле по пьесе Юджина О’Нила «Долгий день уходит в ночь». Партнёрами Спейси на сцене были уже известные актёры Питер Галлахер и Бетель Лесли, а также прославленный Джек Леммон, позже ставший для Спейси наставником и учителем. В том же году состоялся дебют актёра на телевидении и в кино. Он появился в эпизодической роли американского сенатора в первом эпизоде второго сезона телесериала «Криминальные истории» и сыграл вора в художественном фильме «Ревность», где в главных ролях были задействованы Джек Николсон и Мерил Стрип.

### Первый успех, слава и «Оскар»
В 1991 году Кевин Спейси стал лауреатом престижной театральной премии «Тони» за исполнение роли дяди Луи в бродвейском хите по пьесе Нила Саймона «Затерявшись в Йонкерсе». Именно тогда отец Спейси, скончавшийся через год, сказал, что премия досталась сыну незаслуженно, и выразил сомнение в том, что Кевин сможет стать хорошим актёром.
Тогда же Спейси сыграл первую по-настоящему значимую роль в кино. Эротическая мелодрама «Генри и Джун» режиссёра Филипа Кауфмана, в которой актёр исполнил роль Ричарда Осборна, собрала преимущественно положительные отзывы кинокритиков. Журналист газеты The San Francisco Examiner Джеффри Андерсон о фильме отзывался так: «Сочный байопик, не боящийся глубоких мыслей и сексуальности».
В 1992 году Спейси сыграл Джона Уильямсона в драматическом триллере «Американцы» режиссёра Джеймса Фоули, где партнёрами актёра были Аль Пачино, Джек Леммон, Алек Болдуин, Алан Аркин и Эд Харрис. Картина неоднократно признавалась мировыми киножурналистами одной из лучших, снятых в 1992 году, и включалась в разнообразные списки лучших фильмов года. Кинокритик журнала A.V. Club Скотт Тобиас назвал актёрскую игру Спейси «великолепной».
В 1995 году в широкий прокат вышел психологический триллер Дэвида Финчера «Семь» с Брэдом Питтом и Морганом Фрименом в главных ролях. Фильм был номинирован на большое количество престижных кинопремий, в том числе «Оскар» и BAFTA. Известный кинокритик Роджер Эберт назвал фильм «одним из наиболее значительных триллеров 90-х годов», а репортёр сайта eFilmCritic Роб Гонсальвес «наиболее беспокойным и мощным голливудским триллером за последние годы». Спейси в фильме исполнил роль серийного убийцы, наказывающего за смертные грехи, — так называемого Джона Доу. За роль Доу Спейси стал лауреатом премий MTV Movie Awards в категории «Лучший кинозлодей», Национального совета кинокритиков США и Нью-йоркского общества кинокритиков в категориях «Лучшая мужская роль второго плана».

Кевин Спейси в фильме «Подозрительные лица»

В том же году Кевин Спейси сыграл в одном из ключевых фильмов своей кинокарьеры — в детективе Брайана Сингера «Подозрительные лица». Как и «Семь», картина была широко признана критиками одним из стилеобразующих фильмов 1990-х годов. В фильме Спейси сыграл хромого калеку Роджера Кинта по кличке «Болтун». Кинокритик журнала Rolling Stone Питер Трэверс отметил, что Спейси «выложился по полной» (англ. balls-out), а Тодд Маккарти из газеты Variety заявил, что «Спейси потрясает в роли эдакого слабого звена в слаженной преступной группе». Оставшись недовольным фильмом, журналист Эммануэль Леви высказал мнение: «Вкусная ирония Спейси придаёт истории новый импульс каждый раз, когда она грозит скатиться к банальности».
Впечатляющая актёрская игра принесла Кевину Спейси первый «Оскар» в категории «Лучшая мужская роль второго плана». Помимо этого, актёр номинировался на «Золотой глобус» и премию Гильдии киноактёров США, но проиграл Брэду Питту и Эду Харрису соответственно. Получая «Оскар», Спейси произнёс: «Кем бы ни был Кайзер Созе, я могу заверить вас, что сегодня вечером он будет мертвецки пьян».

### Второй «Оскар» и окончательное признание
В 1996 году режиссёр Джоэл Шумахер экранизировал нашумевший юридический триллер Джона Гришэма «Пора убивать». Фильм вышел в российский прокат под названием «Время убивать». На главные роли Шумахер пригласил Сандру Буллок, Мэттью Макконахи и Сэмюэла Л. Джексона, а Кевин Спейси сыграл настойчивого и коварного прокурора Руфуса Бакли. Картина получила неплохие отзывы кинокритиков и собрала в широком прокате более 108 миллионов долларов кассовых сборов. Актёрскую игру Спейси журналист Джеймс Берардинелли назвал «правдоподобной», а Эдвард Гатмэнн из газеты San Francisco Chronicle «полностью оправдывающей шумиху вокруг персоны актёра».
В следующем году Кевин Спейси был задействован в детективном триллере Кёртиса Хэнсона «Секреты Лос-Анджелеса», в котором исполнил роль нечистого на руку детектива-сержанта Джека Винсенса. Партнёрами актёра по съёмочной площадке были Рассел Кроу, Гай Пирс и Ким Бейсингер. Картина заслужила похвалы критиков, подкреплённые девятью номинациями на премию «Оскар», две из которых фильм выиграл: Ким Бейсингер была удостоена премии за лучшую женскую роль второго плана, а Брайан Хелгеленд получил статуэтку за лучший адаптированный сценарий. За эту роль Спейси выдвигался на премию BAFTA, однако проиграл Роберту Карлайлу. Кинокритик газеты Creative Loafing Мэтт Брюнсон назвал актёрскую игру Спейси и Кроу «лучшей во всём фильме». Из отрицательных отзывов о работе Спейси в данном фильме — мнение Дэвида Эдельстайна, репортёра журнала Slate:
Спейси повергает в ступор своей безалаберностью. Актёр с такой блестящей убедительностью вошёл в роль, что я не поручусь, не подхватил ли он звёздную болезнь. Ему удалось ненавязчиво показать просыпающуюся совесть своего персонажа, начиная с момента, когда бедняга тушуется на вечеринке при необходимости пожать руку лоху, которого он когда-то развёл, и заканчивая шоком от убийства, им самим ненароком спровоцированного. И всё же для воплощения морали он слишком туп. Кроме того, я ещё не простил ему обезглавливание Гвинет Пэлтроу в «Семь».
— Дэвид Эдельстайн, 

Кевин Спейси и Мина Сувари в фильме «Красота по-американски»

1998 год принёс Спейси ещё два проекта — мультфильм «Приключения Флика», в котором актёр озвучил главного антагониста, чванливую саранчу Хоппера, и остросюжетный боевик Феликса Гэри Грея «Переговорщик». В картине Спейси исполнил роль лейтенанта полиции, опытного переговорщика с террористами Криса Сабиана.
В 1999 году режиссёр Сэм Мендес снял драму «Красота по-американски», принёсшую своим создателям мировую популярность. Фильм получил пять статуэток премии «Оскар», в том числе за лучший фильм года, и окончательно закрепил за Кевином Спейси статус одного из самых востребованных актёров Голливуда. С самого начала съёмок роль неудачника Лестера Бёрнема была предписана именно для Кевина Спейси. О выборе его на эту роль сам актёр говорил так:
Обычно я играю таких шустрых умников, манипуляторов. Мои герои движутся к цели на ощупь, скажем так, пробираются по тонкому льду. А этот человек живёт по наитию, не загадывая и на шаг вперёд. Это гораздо ближе ко мне реальному, к тому что я есть на самом деле.
— Кевин Спейси, 
За роль Лестера Спейси получил многочисленные призы и награды, в том числе второй «Оскар» в категории «Лучшая мужская роль». Свою победу актёр посвятил учителю и близкому другу Джеку Леммону, с которым вместе работал на съёмочной площадке драмы «Американцы». 1999 год для Спейси был богат переменами — помимо «Оскара», актёр стал обладателем именной звезды на Голливудской «Аллее славы» с формулировкой «за вклад в киноиндустрию» и выдвигался на театральную премию «Тони» за роль Теодора Хикмана в О’Ниловском «Продавце льда».

### Дальнейшая карьера (2000—2017)
Роль журналиста-неудачника Койла в драме Лассе Хальстрёма «Корабельные новости» (2001) принесла Спейси третью номинацию на «Золотой глобус» и вторую номинацию на премию Британской академии кино и телевизионных искусств BAFTA. На обеих церемониях вручения Спейси проиграл Расселу Кроу.
Два следующих крупных проекта Спейси — драматические триллеры «Планета Ка-Пэкс» (2001) и «Жизнь Дэвида Гейла» (2003) режиссёров Иэна Софтли и Алана Паркера соответственно. Оба фильма были положительно восприняты большинством мировых кинокритиков, а за роль Роберта Портера, считающего себя инопланетянином по имени Прот, («Планета Ка-Пэкс») Спейси даже выдвигался на престижную премию «Сатурн», но на церемонии вручения уступил Тому Крузу.
В 2004 году Спейси занялся режиссурой, сняв драматический байопик «У моря». До этой картины актёр уже снимал полнометражное кино — «Альбино Аллигатор», вышедший в 1997 году, стал режиссёрским дебютом Спейси. На главные роли он пригласил Мэтта Диллона и Фэй Данауэй. Сюжет «У моря» рассказывает о жизни и смерти знаменитого певца Бобби Дарина, которого сыграл сам Спейси. За роль Дарина актёр получил четвёртую номинацию на «Золотой глобус» и проиграл Джейми Фоксу. Помимо режиссёрской работы, для фильма Спейси издал песенный альбом, в который вошли песни Бобби Дарина, исполненные самим актёром. Вокальные данные Спейси положительно оценивались в рецензиях, и актёр даже выдвигался на премию «Грэмми» в категории «Лучший альбом-саундтрек к фильму, телефильму или визуальным средствам массовой информации», однако проиграл Джеймсу Остину, Стюарту Бенжамину и Тэйлору Хэкфорду, издавшим альбом к фильму «Рэй».

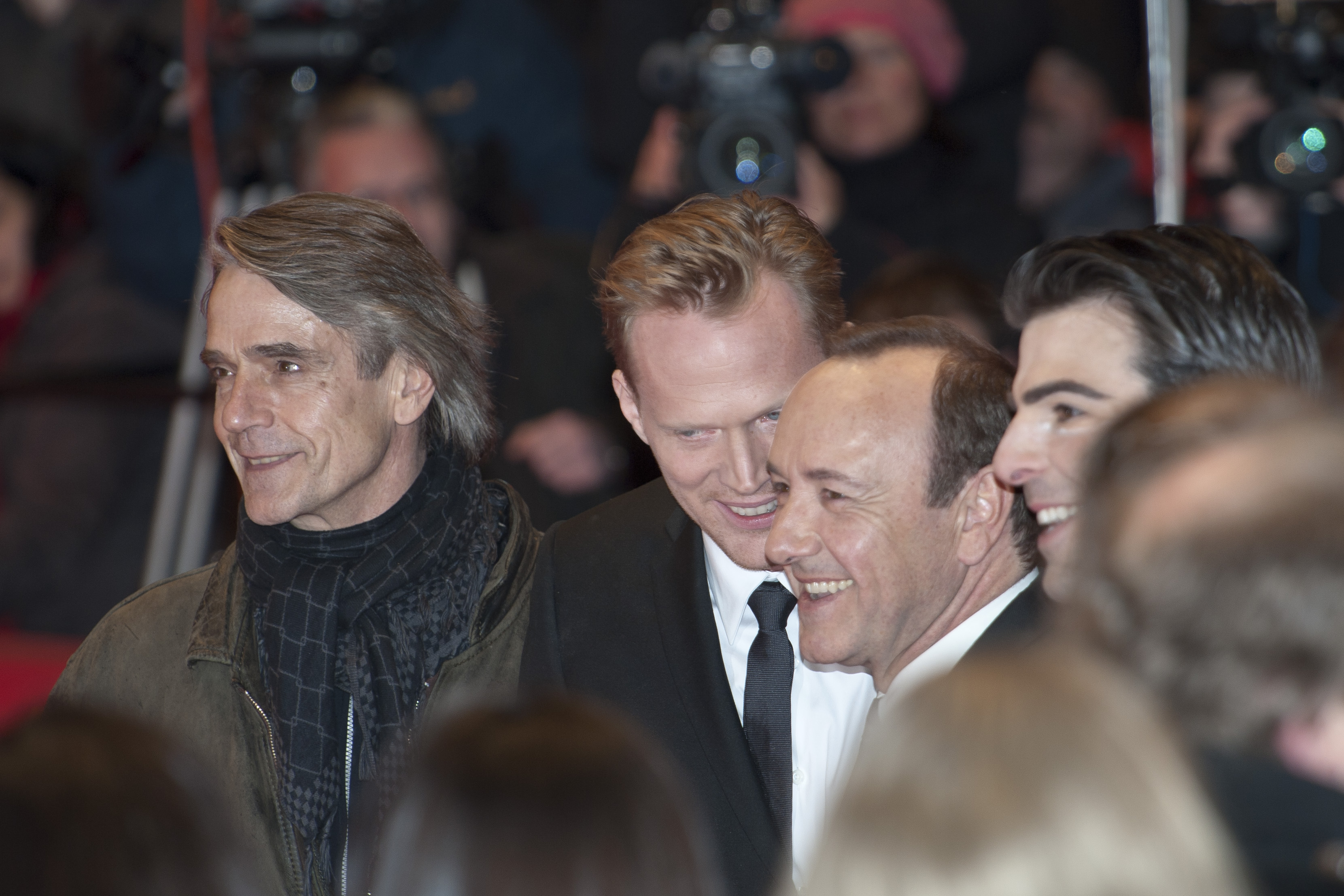
Основной актёрский состав фильма «Предел риска» на премьере, Берлинский кинофестиваль, февраль 2011 года

Из последних проектов Кевина Спейси:
- Фильм-биография «Казино Джек» режиссёра Джорджа Хикенлупера[англ.], где Спейси сыграл бизнесмена Джека Абрамоффа, за роль которого получил шестую номинацию на «Золотой глобус», но в очередной раз проиграл Полу Джаматти[53].
- Комедия «Несносные боссы» режиссёра Сета Гордона[англ.], роль Спейси — властный и деспотичный босс Дэйв Харкен.
- Экономический триллер «Предел риска», рассказывающий о мировом финансовом кризисе 2008 года. В фильме Спейси исполняет роль начальника отдела продаж Сэма Роджерса, вместе со своей командой пытающегося предотвратить банкротство банка.
- Комедия «Гениальный папа», где Спейси играет предпринимателя Роберта Акселя, налаживающего отношения с собственной дочерью.

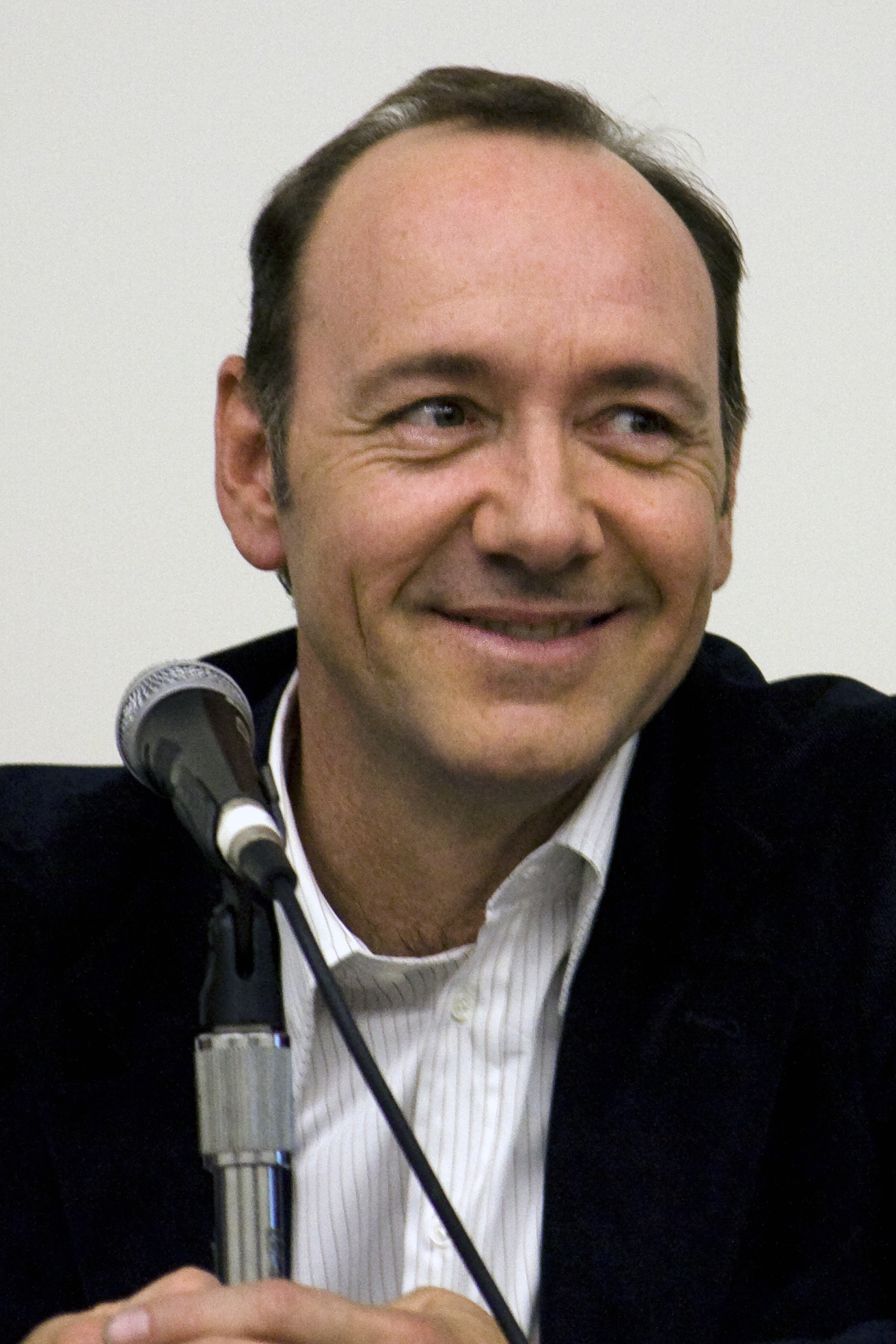
Кевин Спейси на фестивале San Diego Comic-Con International в 2008 году

3 ноября 2010 года Кевину Спейси было присвоено звание Командора ордена Британской империи. Актёр был представлен к награде принцем Чарльзом. Церемония состоялась в лондонской резиденции принца Кларенс-хаус.
В мае 2012 года Кевин Спейси посетил Москву, чтобы представить необычный проект — короткометражку «Конверт», в которой актёр исполняет главную роль — писателя Евгения Петрова. Режиссёром фильма выступил российский сценарист Алексей Нужный, незадолго до этого победивший в конкурсе Jameson First Shot, организованном Спейси. 29 мая актёр появился в телепрограмме «Вечерний Ургант».
В начале 2013 года состоялась премьера политического телесериала «Карточный домик», автором идеи которого выступил Дэвид Финчер. На главную роль, представителя Демократической партии Фрэнсиса Андервуда, постановщик пригласил Спейси. Актёр, в последний раз игравший в многосерийном фильме ещё в конце 1980-х, позитивно отреагировал на присланную копию сценария. Финчеру показалось «замечательной тренировкой» то, что Спейси в то время исполнял роль Ричарда III в одноимённом спектакле «Олд Вика».
Эта актёрская работа Спейси была отмечена, помимо прочих наград, очередной номинацией на главную телепремию США «Эмми» за лучшую мужскую роль в драматическом телесериале.

### После скандала 2017 года
Разразившийся в 2017 году скандал привёл к паузе в карьере Спейси. «Нетфликс» уволил Спейси из (вскоре закрытого) сериала «Карточный домик» и положил на полку уже отснятый фильм «Гор», сцены с его участием в фильме «Все деньги мира» были пересняты с Кристофером Пламмером. Снятый ещё в 2016-м «Клуб миллиардеров» всё-таки вышел в ограниченный прокат в августе 2018-го.
Впервые после скандала Спейси появится в фильме Франко Неро «Человек, который нарисовал Бога» (L'uomo che disegnò Dio), о съёмках которого было объявлено в мае 2021 года.
В ноябре 2021 года стало известно, что суд обязал актёра заплатить 31 миллион долларов авторам сериала «Карточный домик» за скандал с домогательствами. Спейси признали виновным в нарушении контракта.
В 2022 году Спейси получил роль в исторической картине «1242: Врата на Запад», в 2023 — в фильме «Контроль».
В мае 2024 года в Великобритании Королевская прокуратура выдвинула против Спейси обвинения в четырёх преступлениях сексуального характера, совершённых в мае 2022 года. Спейси отвергал все обвинения. 26 июля 2023 года Лондонский суд присяжных вынес решение об оправдании актёра Кевина Спейси по делу о домогательствах в отношении 4 мужчин, а в октябре того же года жюри присяжных суда в Нью-Йорке признало Кевина Спейси невиновным по делу о сексуальных домогательствах в отношении актёра Энтони Рэппа.

## Другие сферы деятельности
Помимо актёрской стези, Кевин Спейси также известен в Голливуде благодаря своим пародиям на звёзд кино. В телешоу Inside the Actors Studio актёр пародировал Джека Николсона, Марлона Брандо, Аль Пачино, Клинта Иствуда, Кристофера Уокена, Джека Леммона, Кэтрин Хепбёрн, Джеймса Стюарта, Джона Гилгуда и Джонни Карсона.
С 2003 года Спейси — председатель совета директоров Фонда художественных фильмов и телевидения США. В феврале того же года Кевин Спейси стал художественным руководителем одного из старейших театров Лондона — «Олд Вик». Появившись на пресс-конференции совместно с Джуди Денч и Элтоном Джоном, актёр заявил, что намерен пригласить в театр «талантливых звёзд».
Первый театральный сезон под руководством Спейси стартовал в сентябре 2004 года премьерой спектакля по мотивам нидерландского фильма «Клоака», который был неоднозначно воспринят критиками. В сезоне 2005 года главной изюминкой театра стал спектакль по шекспировскому «Ричарду II», где Спейси играл роль самого короля.
В июне 2011 года Сэм Мендес пригласил Спейси в свой спектакль по Шекспиру «Ричард III». На сцене театра его играли до начала 2012 года. Спектакль собрал положительные отзывы критиков, в частности, отмечалась «невероятная» игра Спейси.
За возрождение «Олд Вика» Кевин Спейси был удостоен специальной премии газеты Evening Standard, вручённой ему в 2009 году.
В 2014 году Спейси озвучил и предоставил свою внешность для главного антагониста компьютерной игры Call of Duty: Advanced Warfare Джонатана Айронса.
После десяти лет работы в «Олд Вике» Кевин Спейси объявил о своём уходе с должности художественного руководителя. В 2015 году его место занял режиссёр и драматург Мэттью Уаркус.

## Критика, отзывы и влияние
Британский журнал Empire признал Кевина Спейси лучшим актёром 1990-х годов и поместил его на 56 место в списке «100 кинозвёзд всех времен». Помимо этого, Спейси замкнул первую десятку «100 наиболее влиятельных людей в британской культуре» по версии газеты Telegraph. Итальянский рэпер Капарецца (итал. Caparezza) в марте 2011 года выпустил песню о популярных американских актёрах, назвав её «Кевин Спейси».
Кинокритик Роджер Эберт отметил актёрскую игру Кевина Спейси в байопике «У моря» собственной постановки, хотя раскрыть в полной мере образ своего героя, по мнению критика, Спейси не удалось:
Усилиями Кевина Спейси фильм получился, во всяком случае, не в меньшей степени о нём самом в роли Дарина, чем собственно о Дарине. <…> В лучшие свои моменты Спейси доходит до гениальности. Спейси-актёр, безусловно, затмевает Дарина-певца, хотя ему и удаётся показать поражения и разочарования Дарина, если история этого требует.
— Роджер Эберт, 
В своих отзывах о фильмах с участием Спейси критики называли его «мастером актёрского искусства», «электризующим», «высококлассным», «выдающимся», «беспощадно забавным».

## Обвинения в сексуальных домогательствах
В конце октября 2017 года актёр Энтони Рэпп рассказал, что в 1986 году Спейси пытался склонить его к сексу. На тот момент актёру было 14 лет. В ответ Спейси совершил каминг-аут, признавшись в своей гомосексуальности, а на обвинения заявил, что он не помнит эту встречу, но, по его словам, если он вёл себя так, как описывал Рэпп, то приносит искренние извинения за своё крайне неуместное пьяное поведение.
Впоследствии 15 человек обвинили Спейси в подобных случаях домогательств. Так, журналистка Хизер Унру обвинила Спейси в том, что он на вечеринке в 2016 году домогался её сына. Она заявила, что уже обратилась с заявлением в полицию неделей ранее. Режиссёр Тони Монтана, актёр Роберто Кавазос, сын Ричарда Дрейфусса Гарри, актёр Энди Хольтзман, бармен Крис Никсон и ещё восемь человек, которые работали с Кевином Спейси в сериале «Карточный домик», также обвинили актёра в домогательствах. The Guardian утверждает, что с ней связался «ряд людей», которые работали в театре «Old Vic», где 11 лет Спейси был художественным руководителем, и рассказали, что он «щупал их и вёл себя неуместно с молодыми людьми». Британская полиция начала расследование по заявлению одного из актёров театра.
В октябре 2017 года Международная академия телевизионных наук и искусств объявила об отмене своего намерения удостоить Кевина Спейси международной премии «Эмми», которая должна была быть ему вручена в ноябре 2017 года в Нью-Йорке. Такое решение связано с обвинением Спейси в домогательстве к американскому актёру Энтони Рэппу. Сервис Netflix и телестудия MRC сообщили, что Кевин Спейси больше не будет участвовать в съёмках сериала «Карточный домик». Было также объявлено, что съёмки биографического фильма Гора Видала, в котором он играл главную роль, прекращены. Netflix разорвал все связи с актёром. В это же время представитель актёра рассказал, что Спейси решил пройти лечение в клинике The Meadows в пустыне Аризоны, не уточнив, какой характер оно имеет.
Все сцены со Спейси были вырезаны также из фильма «Все деньги мира», а актёра заменили канадцем Кристофером Пламмером. От сотрудничества с артистом отказались американское агентство по работе с талантами Creative Artists Agency (CAA) и пресс-секретарь актёра Стейси Вульф.
17 июля 2019 года прокуратура в США отозвала обвинения в сексуальном насилии по одному случаю, сделано это было по заявлению жертвы преступления.
26 мая 2022 года в Великобритании были санкционированы обвинения в сексуальном насилии в адрес Спейси. Пострадавшими были названы трое мужчин, а сами инциденты происходили в период с 2005 по 2013 год.
В октябре 2022 года жюри присяжных в Нью-Йорке отклонило гражданский иск Энтони Рэппа к Кевину Спейси о сексуальных домогательствах.
28 июня 2023 года в лондонском суде начался судебный процесс по делу о сексуальных домогательствах, который продлился до конца июля.
26 июля 2023 года Кевин Спейси был оправдан присяжными по всем девяти обвинениям в сексуальных преступлениях в лондонском суде.

## Личная жизнь

### Сексуальная ориентация
Кевин Спейси никогда не был женат и тщательно скрывает свою личную жизнь, что стало причиной появления слухов о его гомосексуальности. Спейси отрицал, что он гей, в октябре 1999 года в интервью журналу Playboy и в мае 2007 в интервью Gotham Magazine. О романтических отношениях со Спейси заявляла актриса Эйприл Уинчелл, которая якобы познакомилась с ним в бродвейском театре. По сообщениям СМИ, с 1992 года по 2000 год Спейси встречался со сценаристкой Дайанн Дрейер, работавшей с Энтони Мингеллой, М. Найтом Шьямаланом и Сидни Поллаком.
В январе 2006 года британский таблоид The Daily Mirror сообщил, что имя Кевина Спейси оказалось в списке известных гомосексуалов, используемом в рамках программы по профилактике гомофобии среди старшеклассников. Руководитель программы Пол Патрик извинился перед актёром, назвал его попадание в список «ошибочным» и заявил, что имя Спейси будет вычеркнуто оттуда.
29 октября 2017 года Спейси официально сообщил о своей гомосексуальности.

### Взгляды
Кевин Спейси — большой поклонник творчества А. П. Чехова. В сентябре 2008 года по приглашению бизнесмена Александра Лебедева Спейси вместе с Джоном Малковичем посетил отреставрированный Ялтинский театр им. Чехова и дом-музей писателя «Белая дача».
По политическим взглядам Спейси — демократ и близкий друг бывшего президента США Билла Клинтона. Спейси даже называл его «одним из сияющих лучей современной политики».
В сентябре 2007 года Спейси познакомился с президентом Венесуэлы Уго Чавесом, который пригласил актёра на киностудию Villa del Cine. В декабре того же года актёр совместно с Умой Турман стал ведущим Нобелевского концерта.
В марте 2011 года Спейси вместе с актёром Джудом Лоу возглавил уличный протест в Лондоне против президента Беларуси Александра Лукашенко, по указанию которого фильмы с участием актёров были запрещены в стране. В том же месяце актёр совместно с Шэрон Стоун был ведущим юбилейного концерта Михаила Горбачёва.
В декабре 2015 года клуб Национальной хоккейной лиги «Флорида Пантерз» сделал Кевина Спейси своим неофициальным талисманом. Лучший игрок команды после каждого матча получает синюю толстовку с изображением лица актёра в космосе. Данная акция получила название «Спейси в космосе» (англ. Spacey in Space). 19 марта 2016 года Кевин Спейси посетил домашний матч «Флориды», надев свитер «Спейси в космосе».

### Публичные появления после скандала
После скандала Кевин Спейси мало появляется на публике, однако ежегодно записывает и размещает на своей странице в YouTube видеообращение с рождественским поздравлением от лица своего героя в телесериале «Карточный домик» Фрэнка Андервуда. 24 декабря 2019 года в обращении Спейси сказано: «Мы вступаем в 2020 год, и я хочу пожелать, чтобы в мире было больше добра. Когда в следующий раз кто-то сделает то, что вам не нравится, то вы можете ответить тем же. Но вы также можете умерить свой пыл и поступить неожиданно. Вы можете убить их своей добротой». Это уже второе предновогоднее обращение Спейси к американским зрителям. В 2018 году он опубликовал видеоролик под названием «Let Me Be Frank» («Позвольте мне быть Фрэнком» или «Позвольте мне быть откровенным»).

## Фильмография

### Актёрские работы

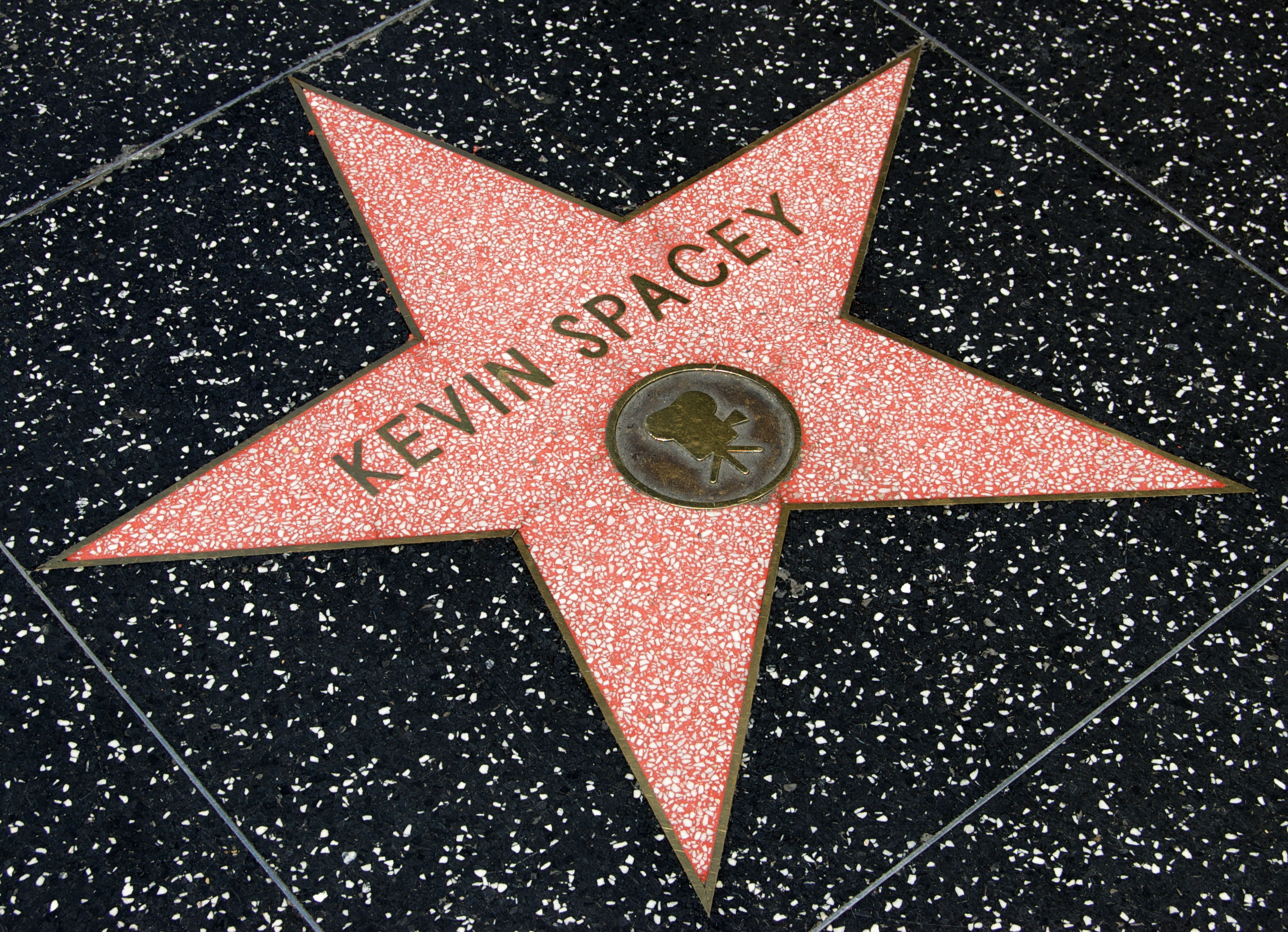
Именная звезда Кевина Спейси на Голливудской «Аллее славы»

| Год       |     | Русское название                           | Оригинальное название                   | Роль                                                          |
| --------- | --- | ------------------------------------------ | --------------------------------------- | ------------------------------------------------------------- |
| 1986      | ф   | Ревность                                   | Heartburn                               | вор в метро                                                   |
| 1988      | ф   | Деловая девушка                            | Working Girl                            | Боб Спек                                                      |
| 1988      | ф   | Ракета на Гибралтар                        | Rocket Gibraltar                        | Дуэйн Хэнсон                                                  |
| 1987—1990 | с   | Умник                                      | Wiseguy                                 | Мэл Проффит                                                   |
| 1989      | ф   | Отец                                       | Dad                                     | Марио                                                         |
| 1989      | ф   | Ничего не вижу, ничего не слышу            | See No Evil, Hear No Evil               | Кирго                                                         |
| 1991      | ф   | Генри и Джун                               | Henry & June                            | Ричард Осборн                                                 |
| 1991      | ф   | Дэрроу                                     | Darrow                                  | Клэрэнс Дэрроу                                                |
| 1991      | ф   | Демонстрация силы                          | A Show of Force                         | Фрэнк Кёртин                                                  |
| 1992      | ф   | По взаимному согласию                      | Consenting Adults                       | Эдди Отис                                                     |
| 1992      | ф   | Американцы                                 | Glengarry Glen Ross                     | Джон Уильямсон                                                |
| 1994      | ф   | Осторожно, заложник!                       | The Ref                                 | Ллойд Шассер                                                  |
| 1994      | ф   | Железная воля                              | Iron Will                               | Гарри Кингсли                                                 |
| 1994      | ф   | Оружие страшного суда                      | Doomsday Gun                            | Джим Прайс                                                    |
| 1995      | ф   | Семь                                       | Seven                                   | Джон Доу                                                      |
| 1995      | ф   | Подозрительные лица                        | The Usual Suspects                      | Роджер «Болтун» Кинт                                          |
| 1995      | ф   | Среди акул                                 | Swimming with Sharks                    | Бадди Акерман                                                 |
| 1995      | ф   | Эпидемия                                   | Outbreak                                | майор Кейси Шулер                                             |
| 1996      | док | В поисках Ричарда                          | Looking for Richard                     | Генри Стаффорд, 2-й герцог Бекингем                           |
| 1996      | ф   | Время убивать                              | A Time to Kill                          | Руфус Бакли                                                   |
| 1997      | ф   | Полночь в саду добра и зла                 | Midnight in the Garden of Good and Evil | Джеймс «Джим» Уильямс                                         |
| 1997      | ф   | Секреты Лос-Анджелеса                      | L.A. Confidential                       | детектив Джек Винсенс                                         |
| 1998      | ф   | Переполох                                  | Hurlyburly                              | Мики                                                          |
| 1998      | ф   | Переговорщик                               | The Negotiator                          | лейтенант Крис Сабиан                                         |
| 1998      | мф  | Приключения Флика                          | A Bug's Life                            | Хоппер                                                        |
| 1999      | ф   | Большая сделка                             | The Big Kahuna                          | Ларри Манн                                                    |
| 1999      | ф   | Красота по-американски                     | American Beauty                         | Лестер Бёрнем                                                 |
| 2000      | ф   | Обыкновенный преступник                    | Ordinary Decent Criminal                | Майк Линч                                                     |
| 2000      | ф   | Заплати другому                            | Pay It Forward                          | Юджин Симонет                                                 |
| 2001      | ф   | Корабельные новости                        | The Shipping News                       | Койл                                                          |
| 2001      | ф   | Планета Ка-Пэкс                            | K-PAX                                   | Прот / Роберт Портер                                          |
| 2001      | док | Антарктическая одиссея Шеклтона            | Shackleton's Antarctic Adventure        | рассказчик                                                    |
| 2002      | ф   | Остин Пауэрс: Голдмембер                   | Austin Powers in Goldmember             | в роли самого себя                                            |
| 2003      | ф   | Жизнь Дэвида Гейла                         | The Life of David Gale                  | Дэвид Гейл                                                    |
| 2004      | ф   | У моря                                     | Beyond the Sea                          | Бобби Дарин                                                   |
| 2004      | ф   | Соединённые штаты Лиланда                  | The United States of Leland             | Альберт Т. Фицджеральд                                        |
| 2006      | ф   | Эдисон                                     | Edison                                  | Уоллес                                                        |
| 2006      | ф   | Возвращение Супермена                      | Superman Returns                        | Лекс Лютор                                                    |
| 2007      | ф   | Фред Клаус, брат Санты                     | Fred Claus                              | Клайд Норскат                                                 |
| 2008      | ф   | Двадцать одно                              | 21                                      | Микки Роса                                                    |
| 2008      | ф   | Пересчёт                                   | Recount                                 | Рон Кляйн                                                     |
| 2009      | ф   | Психоаналитик                              | Shrink                                  | Генри Картер                                                  |
| 2009      | ф   | Телстар                                    | Telstar                                 | майор Бэнкс                                                   |
| 2009      | ф   | Луна 2112                                  | Moon                                    | робот Герти                                                   |
| 2009      | ф   | Безумный спецназ                           | The Men Who Stare at Goats              | Ларри Хупер                                                   |
| 2010      | ф   | Казино Джек                                | Casino Jack                             | Джек Абрамофф                                                 |
| 2010      | ф   | Гениальный папа                            | Father of Invention                     | Роберт Аксель                                                 |
| 2011      | ф   | Несносные боссы                            | Horrible Bosses                         | Дэйв Харкен                                                   |
| 2011      | ф   | Предел риска                               | Margin Call                             | Сэм Роджерс                                                   |
| 2011      | ф   | Бен 10 / Генератор Рекс: Сообщество героев | Ben 10 / Generator Rex: Heroes United   | Альфа Нанит                                                   |
| 2011      | ф   | Неотделимый                                | Inseparable                             | Чак                                                           |
| 2012      | кор | Конверт                                    | Envelope                                | Евгений Петров                                                |
| 2013—2017 | с   | Карточный домик                            | House of Cards                          | Фрэнсис Андервуд                                              |
| 2014      | ф   | Несносные боссы 2                          | Horrible Bosses 2                       | Дэйв Харкен                                                   |
| 2014      | ки  | Call of Duty: Advanced Warfare             | Call of Duty: Advanced Warfare          | Джонатан Айронс, президент частной военной корпорации "Atlas" |
| 2016      | ф   | Элвис и Никсон                             | Elvis & Nixon                           | Ричард Никсон                                                 |
| 2016      | ф   | Девять жизней                              | Nine Lives                              | Том Бранд                                                     |
| 2017      | ф   | За пропастью во ржи                        | Rebel in the Rye                        | Уит Бернетт                                                   |
| 2017      | ф   | Малыш на драйве                            | Baby Driver                             | Док                                                           |
| 2017      | ф   | Все деньги мира                            | All the Money in the World              | Жан Пол Гетти (сцены вырезаны)                                |
| 2018      | ф   | Клуб миллиардеров                          | Billionaire Boys Club                   | Рон Левин                                                     |
| 2022      | ф   | Человек, который нарисовал Бога            | L'uomo che disegnò Dio                  | полицейский детектив                                          |
| не вышел  | ф   | ГорIMDb                                    | Gore                                    | Гор Видал                                                     |
| 2023      | ф   | Контроль                                   | Control                                 |                                                               |
| 2024      | ф   | Шпион на всю голову                        | Peter Five Eight                        | Питер                                                         |

### Режиссёрские работы
| Год  |   | Русское название  | Оригинальное название | Примечание                         |
| ---- | - | ----------------- | --------------------- | ---------------------------------- |
| 1997 | ф | Альбино Аллигатор | Albino Alligator      | режиссёр                           |
| 2004 | ф | У моря            | Beyond the Sea        | режиссёр, автор сценария, продюсер |
|      | ф | Holiguards        | Holiguards            | режиссёр                           |

## Награды и номинации
| Год  | Название                     | Награда                                          | Категория | Результат |
| ---- | ---------------------------- | ------------------------------------------------ | --- | --------- |
| 1991 | «Затерявшись в Йонкерсе»     | «Тони»                                           | «Лучшая мужская роль второго плана — пьеса»                                                                           | Победа    |
| 1995 | «Семь»                       | Круг кинокритиков Нью-Йорка                      | «Лучшая мужская роль второго плана»                                                                                   | Победа    |
| 1995 | «Семь»                       | Общество кинокритиков Техаса                     | «Лучшая мужская роль второго плана»                                                                                   | Победа    |
| 1995 | «Семь»                       | MTV Movie Awards                                 | «Лучший кинозлодей»                                                                                                   | Победа    |
| 1995 | «Подозрительные лица»        | Ассоциация кинокритиков Даллас Форт-Уэрта        | «Лучшая мужская роль второго плана»                                                                                   | Победа    |
| 1995 | «Подозрительные лица»        | Ассоциация кинокритиков Чикаго                   | «Лучшая мужская роль второго плана»                                                                                   | Победа    |
| 1995 | «Подозрительные лица»        | Круг кинокритиков Нью-Йорка                      | «Лучшая мужская роль второго плана» также за «Семь», «Среди акул» и «Эпидемию»                                        | Победа    |
| 1995 | «Подозрительные лица»        | Национальный совет кинокритиков США              | «Лучший актёрский состав»                                                                                             | Победа    |
| 1995 | «Подозрительные лица»        | Национальный совет кинокритиков США              | «Лучшая мужская роль второго плана»                                                                                   | Победа    |
| 1995 | «Подозрительные лица»        | «Оскар»                                          | «Лучшая мужская роль второго плана»                                                                                   | Победа    |
| 1995 | «Подозрительные лица»        | Премия интернационального кинофестиваля в Сиэтле | «Лучшая мужская роль второго плана»                                                                                   | Победа    |
| 1995 | «Подозрительные лица»        | Общество кинокритиков Бостона                    | «Лучшая мужская роль второго плана»                                                                                   | Победа    |
| 1995 | «Подозрительные лица»        | Общество кинокритиков Техаса                     | «Лучшая мужская роль второго плана» также за «Семь» и «Эпидемию»                                                      | Победа    |
| 1995 | «Подозрительные лица»        | «Золотой глобус»                                 | «Лучшая мужская роль второго плана»                                                                                   | Номинация |
| 1995 | «Подозрительные лица»        | Премия Гильдии киноактёров США                   | «Лучшая мужская роль второго плана»                                                                                   | Номинация |
| 1995 | «Среди акул»                 | Круг кинокритиков Нью-Йорка                      | «Лучшая мужская роль второго плана»                                                                                   | Победа    |
| 1995 | «Среди акул»                 | «Независимый дух»                                | «Лучшая мужская роль»                                                                                                 | Номинация |
| 1995 | «Эпидемия»                   | Круг кинокритиков Нью-Йорка                      | «Лучшая мужская роль второго плана»                                                                                   | Победа    |
| 1995 | «Эпидемия»                   | Общество кинокритиков Техаса                     | «Лучшая мужская роль второго плана»                                                                                   | Победа    |
| 1997 | «Полночь в саду добра и зла» | Общество кинокритиков Техаса                     | «Лучшая мужская роль»                                                                                                 | Победа    |
| 1997 | «Секреты Лос-Анджелеса»      | Общество кинокритиков Бостона                    | «Лучшая мужская роль второго плана»                                                                                   | Победа    |
| 1997 | «Секреты Лос-Анджелеса»      | Премия «Хлотрудис»                               | «Лучшая мужская роль второго плана»                                                                                   | Победа    |
| 1997 | «Секреты Лос-Анджелеса»      | Премия «Empire»                                  | «Лучшая мужская роль»                                                                                                 | Победа    |
| 1997 | «Секреты Лос-Анджелеса»      | Премия Гильдии киноактёров США                   | «Лучший актёрский состав в игровом кино»                                                                              | Номинация |
| 1997 | «Секреты Лос-Анджелеса»      | BAFTA                                            | «Лучшая мужская роль»                                                                                                 | Номинация |
| 1999 | «Красота по-американски»     | Ассоциация кинокритиков Даллас Форт-Уэрта        | «Лучшая мужская роль»                                                                                                 | Победа    |
| 1999 | «Красота по-американски»     | Ассоциация кинокритиков Торонто                  | «Лучшая мужская роль»                                                                                                 | Победа    |
| 1999 | «Красота по-американски»     | Ассоциация кинокритиков Чикаго                   | «Лучшая мужская роль»                                                                                                 | Победа    |
| 1999 | «Красота по-американски»     | Ассоциация юго-восточных кинокритиков США        | «Лучшая мужская роль»                                                                                                 | Победа    |
| 1999 | «Красота по-американски»     | Гильдия киноведов и кинокритиков России          | «Лучший иностранный актёр»                                                                                            | Победа    |
| 1999 | «Красота по-американски»     | Круг кинокритиков Канзаса                        | «Лучшая мужская роль»                                                                                                 | Победа    |
| 1999 | «Красота по-американски»     | Круг кинокритиков Лондона                        | «Лучшая мужская роль»                                                                                                 | Победа    |
| 1999 | «Красота по-американски»     | Круг кинокритиков Флориды                        | «Лучшая мужская роль»                                                                                                 | Победа    |
| 1999 | «Красота по-американски»     | Общество кинокритиков Лас-Вегаса                 | «Лучшая мужская роль»                                                                                                 | Победа    |
| 1999 | «Красота по-американски»     | Общество кинокритиков Сан-Диего                  | «Лучшая мужская роль»                                                                                                 | Победа    |
| 1999 | «Красота по-американски»     | Общество онлайн-кинокритиков                     | «Лучший актёрский состав»                                                                                             | Победа    |
| 1999 | «Красота по-американски»     | Общество онлайн-кинокритиков                     | «Лучшая мужская роль»                                                                                                 | Победа    |
| 1999 | «Красота по-американски»     | «Оскар»                                          | «Лучшая мужская роль»                                                                                                 | Победа    |
| 1999 | «Красота по-американски»     | Премия Гильдии киноактёров США                   | «Лучший актёрский состав в игровом кино»                                                                              | Победа    |
| 1999 | «Красота по-американски»     | Премия Гильдии киноактёров США                   | «Лучшая мужская роль»                                                                                                 | Победа    |
| 1999 | «Красота по-американски»     | Премия «Хлотрудис»                               | «Лучшая мужская роль»                                                                                                 | Победа    |
| 1999 | «Красота по-американски»     | BAFTA                                            | «Лучшая мужская роль»                                                                                                 | Победа    |
| 1999 | «Красота по-американски»     | «Золотой глобус»                                 | «Лучшая мужская роль — драма»                                                                                         | Номинация |
| 1999 | «Красота по-американски»     | Премия «Empire»                                  | «Лучшая мужская роль»                                                                                                 | Номинация |
| 1999 | «Красота по-американски»     | «Спутниковая награда»                            | «Лучшая мужская роль — драма»                                                                                         | Номинация |
| 1999 | «Продавец льда»              | «Тони»                                           | «Лучшая мужская роль — пьеса»                                                                                         | Номинация |
| 2001 | «Корабельные новости»        | «Золотой глобус»                                 | «Лучшая мужская роль — драма»                                                                                         | Номинация |
| 2001 | «Корабельные новости»        | BAFTA                                            | «Лучшая мужская роль»                                                                                                 | Номинация |
| 2001 | «Планета Ка-Пэкс»            | «Сатурн»                                         | «Лучший киноактёр» | Номинация |
| 2004 | «У моря»                     | «Золотой глобус»                                 | «Лучшая мужская роль — комедия или мюзикл»                                                                            | Номинация |
| 2004 | «У моря»                     | «Грэмми»                                         | «Лучший альбом-саундтрек к фильму, телефильму или визуальным средствам массовой информации» совместно с Филом Рамоном | Номинация |
| 2008 | «Пересчёт»                   | «Золотой глобус»                                 | «Лучшая мужская роль — мини-сериал или телефильм»                                                                     | Номинация |
| 2008 | «Пересчёт»                   | Премия Гильдии киноактёров США                   | «Лучшая мужская роль в телефильме или мини-сериале»                                                                   | Номинация |
| 2008 | «Пересчёт»                   | «Спутниковая награда»                            | «Лучшая мужская роль — мини-сериал или телефильм»                                                                     | Номинация |
| 2008 | «Пересчёт»                   | «Эмми»                                           | «Лучшая мужская роль в мини-сериале или телефильме»                                                                   | Номинация |
| 2010 | «Казино Джек»                | «Золотой глобус»                                 | «Лучшая мужская роль — комедия или мюзикл»                                                                            | Номинация |
| 2011 | «Предел риска»               | «Премия Gotham»                                  | «Лучший актёрский состав»                                                                                             | Номинация |
| 2012 | «Предел риска»               | «Независимый дух»                                | «Лучший актёрский состав»                                                                                             | Победа    |
| 2013 | «Карточный домик»            | «Эмми»                                           | «Лучшая мужская роль в драматическом телесериале»                                                                     | Номинация |
| 2013 | «Карточный домик»            | «Золотой глобус»                                 | «Лучшая мужская роль в телевизионном сериале — драма»                                                                 | Номинация |
| 2013 | «Карточный домик»            | Премия Гильдии киноактёров США                   | «Лучшая мужская роль в драматическом сериале»                                                                         | Номинация |
| 2014 | «Карточный домик»            | «Эмми»                                           | «Лучшая мужская роль в драматическом телесериале»                                                                     | Номинация |
| 2014 | «Карточный домик»            | «Золотой глобус»                                 | «Лучшая мужская роль в телевизионном сериале — драма»                                                                 | Победа    |
| 2014 | «Карточный домик»            | Премия Гильдии киноактёров США                   | «Лучшая мужская роль в драматическом сериале»                                                                         | Победа    |
| 2015 | «Карточный домик»            | «Эмми»                                           | «Лучшая мужская роль в драматическом телесериале»                                                                     | Номинация |
| 2015 | «Карточный домик»            | Премия Гильдии киноактёров США                   | «Лучшая мужская роль в драматическом сериале»                                                                         | Победа    |

### Комментарии
1. ↑  Главный антагонист фильма, личность которого главные герои пытались разоблачить